# Collegio di Basingstoke
Basingstoke è un collegio elettorale inglese situato nell'Hampshire rappresentato alla camera dei Comuni del parlamento del Regno Unito. Elegge un membro del parlamento con il sistema maggioritario a turno unico; l'attuale parlamentare è Luke Murphy del Partito Laburista, che rappresenta il collegio dal 2024.

## Estensione

Basingstoke dal 2010 al 2024

- 1885–1918: il Municipal Borough di Basingstoke, e le divisioni sessionali di Basingstoke e Odiham.
- 1918–1950: i Municipal Borough di Andover e Basingstoke e i distretti rurali di Andover, Basingstoke, Kingsclere, Stockbridge e Whitchurch.
- 1950–1955: i Municipal Borough di Andover e Basingstoke, i distretti rurali di Andover, Basingstoke e Kingsclere and Whitchurch e le parrocchie civili dei distretti rurali di Romsey e Stockbridge di Ashley, Bossington, Broughton, Buckholt, East Tytherley, Frenchmoor, Houghton, King's Somborne, Leckford, Little Somborne, Longstock, Nether Wallop, Over Wallop, Stockbridge e West Tytherley.
- 1955–1974: i Municipal Borough di Andover e Basingstoke e i distretti rurali di Andover, Basingstoke e Kingsclere and Whitchurch.
- 1974–1983: il Municipal Borough di Basingstoke, i distretti rurali di Basingstoke e Kingsclere and Whitchurch, e le parrocchie civili del distretto rurale di Hartley Wintney di Bramshill, Dogmersfield, Eversley, Greywell, Hartley Wintney, Heckfield, Hook, Long Sutton, Mattingley, Odiham, Rotherwick, South Warnborough e Winchfield.
- 1983–1997: i ward del borgo di Basingstoke and Deane di Basing, Black Dam, Bramley, Brighton Hill, Buckskin, Chapel, Daneshill, Eastrop, Farleigh Wallop, Kempshott, King's Furlong, Norden, North Waltham, Oakley, Pamber, Popley, Sherborne St John, Sherfield on Loddon, Silchester, South Ham, Upton Grey, Viables, Westside e Winklebury.
- 1997–2010: i ward del borgo di Basingstoke and Deane di Basing, Brighton Hill, Brookvale, Buckskin, Calleva, Chineham, Eastrop, Grove, Hatch Warren, Kempshott, Norden, Popley, South Ham, Upton Grey e Winklebury.
- 2010-2024: i ward del borgo di Basingstoke and Deane di Basing, Brighton Hill North, Brighton Hill South, Brookvale and King's Furlong, Buckskin, Chineham, Eastrop, Grove, Hatch Warren and Beggarwood, Kempshott, Norden, Popley East, Popley West, Rooksdown, South Ham e Winklebury.
- dal 2024: i ward del borgo di Basingstoke and Deane di Brighton Hill, Brookvale and Kings Furlong, Chineham, Eastrop and Grove, Hatch Warren & Beggarwood, Kempshott and Buckskin, Norden, Oakley and The Candovers (distretti elettorali OC01, OC03, OC04, OC05, OC06, OC07, OC08, OC09 e OC11), Popley, South Ham e Winklebury and Manydown

Il collegio di Basingstoke è incentrato sulla città di Basingstoke e i villaggi circostanti, nell'Hampshire.

## Membri del parlamento
| Elezione | Elezione                  | Deputato                | Partito               |
| -------- | ------------------------- | ----------------------- | --------------------- |
|          | 1885                      | George Sclater-Booth    | Conservatore          |
| 1887 (S) | Arthur Frederick Jeffreys |                         | Conservatore          |
| 1906     | Arthur Salter             |                         | Conservatore          |
| 1917 (S) | Auckland Geddes           |                         | Conservatore          |
| 1920 (S) | Arthur Richard Holbrook   |                         | Conservatore          |
|          | 1923                      | Reginald Fletcher       | Liberale              |
|          | 1924                      | Arthur Richard Holbrook | Conservatore          |
| 1929     | Gerard Wallop             |                         | Conservatore          |
| 1934 (S) | Henry Drummond Wolff      |                         | Conservatore          |
| 1935     | Patrick Donner            |                         | Conservatore          |
| 1955     | Denzil Freeth             |                         | Conservatore          |
| 1964     | David Mitchell            |                         | Conservatore          |
| 1983     | Andrew Hunter             |                         | Conservatore          |
|          | Andrew Hunter             | 2002                    | Indipendente          |
|          | Andrew Hunter             | 2004                    | Unionista Democratico |
|          | 2005                      | Maria Miller            | Conservatore          |
|          | 2024                      | Luke Murphy             | Laburista             |

## Elezioni

### Elezioni negli anni 2020
| Partito                    | Partito                                           | Candidato                  | Risultati 4 luglio 2024 | Risultati 4 luglio 2024 |
| Partito                    | Partito                                           | Candidato                  | Voti                    | %                       |
| -------------------------- | ------------------------------------------------- | -------------------------- | ----------------------- | ----------------------- |
|                            | Laburista                                         | Luke Murphy                | 20 992                  | 42,79                   |
|                            | Conservatore                                      | Maria Miller               | 14 438                  | 29,43                   |
|                            | Indipendente                                      | Ray Saint                  | 6 314                   | 12,87                   |
|                            | Verdi                                             | Michael Howard-Sorrell     | 3 568                   | 7,27                    |
|                            | Lib Dem                                           | Richard Whelan             | 3 176                   | 6,47                    |
|                            | Hampshire Independents                            | Alan Stone                 | 571                     | 1,16                    |
|                            |                                                   |                            |                         |                         |
| Iscritti                   | Iscritti                                          | Iscritti                   | 78 487                  | 100,00                  |
| ↳ Votanti (% su iscritti)  | ↳ Votanti (% su iscritti)                         | ↳ Votanti (% su iscritti)  | 49 059                  | 62,51                   |
| ↳ Astenuti (% su iscritti) | ↳ Astenuti (% su iscritti)                        | ↳ Astenuti (% su iscritti) | 29 428                  | 37,49                   |
|                            |                                                   |                            |                         |                         |
|                            | Esito: collegio passa da Conservatore a Laburista |                            |                         |                         |

### Elezioni negli anni 2010
| Partito                    | Partito                                   | Candidato                  | Risultati 12 dicembre 2019 | Risultati 12 dicembre 2019 |
| Partito                    | Partito                                   | Candidato                  | Voti                       | %                          |
| -------------------------- | ----------------------------------------- | -------------------------- | -------------------------- | -------------------------- |
|                            | Conservatore                              | Maria Miller               | 29 593                     | 54,09                      |
|                            | Laburista                                 | Kerena Marchant            | 15 395                     | 28,14                      |
|                            | Lib Dem                                   | Sashi Mylvaganam           | 6 841                      | 12,50                      |
|                            | Verdi                                     | Jonnie Jenkin              | 2 138                      | 3,91                       |
|                            | Indipendente                              | Alan Stone                 | 746                        | 1,36                       |
|                            |                                           |                            |                            |                            |
| Iscritti                   | Iscritti                                  | Iscritti                   | 82 928                     | 100,00                     |
| ↳ Votanti (% su iscritti)  | ↳ Votanti (% su iscritti)                 | ↳ Votanti (% su iscritti)  | 54 713                     | 65,98                      |
| ↳ Astenuti (% su iscritti) | ↳ Astenuti (% su iscritti)                | ↳ Astenuti (% su iscritti) | 28 215                     | 34,02                      |
|                            |                                           |                            |                            |                            |
|                            | Esito: collegio confermato a Conservatore |                            |                            |                            |

| Partito                    | Partito                                   | Candidato                  | Risultati 8 giugno 2017 | Risultati 8 giugno 2017 |
| Partito                    | Partito                                   | Candidato                  | Voti                    | %                       |
| -------------------------- | ----------------------------------------- | -------------------------- | ----------------------- | ----------------------- |
|                            | Conservatore                              | Maria Miller               | 29 510                  | 52,73                   |
|                            | Laburista                                 | Terry Bridgeman            | 20 044                  | 35,82                   |
|                            | Lib Dem                                   | John Shaw                  | 3 406                   | 6,09                    |
|                            | UKIP                                      | Alan Stone                 | 1 681                   | 3,00                    |
|                            | Verdi                                     | Richard Winter             | 1 106                   | 1,98                    |
|                            | Libertariano                              | Scott Neville              | 213                     | 0,38                    |
|                            |                                           |                            |                         |                         |
| Iscritti                   | Iscritti                                  | Iscritti                   | 81 932                  | 100,00                  |
| ↳ Votanti (% su iscritti)  | ↳ Votanti (% su iscritti)                 | ↳ Votanti (% su iscritti)  | 55 960                  | 68,30                   |
| ↳ Astenuti (% su iscritti) | ↳ Astenuti (% su iscritti)                | ↳ Astenuti (% su iscritti) | 25 972                  | 31,70                   |
|                            |                                           |                            |                         |                         |
|                            | Esito: collegio confermato a Conservatore |                            |                         |                         |

| Partito                    | Partito                                   | Candidato                  | Risultati 7 maggio 2015 | Risultati 7 maggio 2015 |
| Partito                    | Partito                                   | Candidato                  | Voti                    | %                       |
| -------------------------- | ----------------------------------------- | -------------------------- | ----------------------- | ----------------------- |
|                            | Conservatore                              | Maria Miller               | 25 769                  | 48,55                   |
|                            | Laburista                                 | Paul Harvey                | 14 706                  | 27,71                   |
|                            | UKIP                                      | Alan Stone                 | 8 290                   | 15,62                   |
|                            | Lib Dem                                   | Janice Spalding            | 3 919                   | 7,38                    |
|                            | Indipendente                              | Omar Selim                 | 392                     | 0,74                    |
|                            |                                           |                            |                         |                         |
| Iscritti                   | Iscritti                                  | Iscritti                   | 79 693                  | 100,00                  |
| ↳ Votanti (% su iscritti)  | ↳ Votanti (% su iscritti)                 | ↳ Votanti (% su iscritti)  | 53 076                  | 66,60                   |
| ↳ Astenuti (% su iscritti) | ↳ Astenuti (% su iscritti)                | ↳ Astenuti (% su iscritti) | 26 617                  | 33,40                   |
|                            |                                           |                            |                         |                         |
|                            | Esito: collegio confermato a Conservatore |                            |                         |                         |

| Partito                    | Partito                                   | Candidato                  | Risultati 6 maggio 2010 | Risultati 6 maggio 2010 |
| Partito                    | Partito                                   | Candidato                  | Voti                    | %                       |
| -------------------------- | ----------------------------------------- | -------------------------- | ----------------------- | ----------------------- |
|                            | Conservatore                              | Maria Miller               | 25 590                  | 50,52                   |
|                            | Lib Dem                                   | John Shaw                  | 12 414                  | 24,51                   |
|                            | Laburista                                 | Funda Pepperell            | 10 327                  | 20,39                   |
|                            | UKIP                                      | Stella Howell              | 2 076                   | 4,10                    |
|                            | Basingstoke Common Man                    | Steve Saul                 | 247                     | 0,49                    |
|                            |                                           |                            |                         |                         |
| Iscritti                   | Iscritti                                  | Iscritti                   | 75 490                  | 100,00                  |
| ↳ Votanti (% su iscritti)  | ↳ Votanti (% su iscritti)                 | ↳ Votanti (% su iscritti)  | 50 654                  | 67,10                   |
| ↳ Astenuti (% su iscritti) | ↳ Astenuti (% su iscritti)                | ↳ Astenuti (% su iscritti) | 24 836                  | 32,90                   |
|                            |                                           |                            |                         |                         |
|                            | Esito: collegio confermato a Conservatore |                            |                         |                         |

### Elezioni negli anni 2000
| Partito                    | Partito                                   | Candidato                  | Risultati 5 maggio 2005 | Risultati 5 maggio 2005 |
| Partito                    | Partito                                   | Candidato                  | Voti                    | %                       |
| -------------------------- | ----------------------------------------- | -------------------------- | ----------------------- | ----------------------- |
|                            | Conservatore                              | Maria Miller               | 19 955                  | 41,47                   |
|                            | Laburista                                 | Paul Harvey                | 15 275                  | 31,74                   |
|                            | Lib Dem                                   | Jen Smith                  | 9 952                   | 20,68                   |
|                            | UKIP                                      | Peter Effer                | 1 044                   | 2,17                    |
|                            | Verdi                                     | Darren Shirley             | 928                     | 1,93                    |
|                            | BNP                                       | Roger Robertson            | 821                     | 1,71                    |
|                            | Millennium Council                        | Roger MacNair              | 148                     | 0,31                    |
|                            |                                           |                            |                         |                         |
| Iscritti                   | Iscritti                                  | Iscritti                   | 76 385                  | 100,00                  |
| ↳ Votanti (% su iscritti)  | ↳ Votanti (% su iscritti)                 | ↳ Votanti (% su iscritti)  | 48 123                  | 63,00                   |
| ↳ Astenuti (% su iscritti) | ↳ Astenuti (% su iscritti)                | ↳ Astenuti (% su iscritti) | 28 262                  | 37,00                   |
|                            |                                           |                            |                         |                         |
|                            | Esito: collegio confermato a Conservatore |                            |                         |                         |

| Partito                    | Partito                                   | Candidato                  | Risultati 7 giugno 2001 | Risultati 7 giugno 2001 |
| Partito                    | Partito                                   | Candidato                  | Voti                    | %                       |
| -------------------------- | ----------------------------------------- | -------------------------- | ----------------------- | ----------------------- |
|                            | Conservatore                              | Andrew Hunter              | 20 490                  | 42,69                   |
|                            | Laburista                                 | Jon Hartley                | 19 610                  | 40,86                   |
|                            | Lib Dem                                   | Steve Sollitt              | 6 693                   | 13,95                   |
|                            | UKIP                                      | Kim Graham                 | 1 202                   | 2,50                    |
|                            |                                           |                            |                         |                         |
| Iscritti                   | Iscritti                                  | Iscritti                   | 79 069                  | 100,00                  |
| ↳ Votanti (% su iscritti)  | ↳ Votanti (% su iscritti)                 | ↳ Votanti (% su iscritti)  | 47 995                  | 60,70                   |
| ↳ Astenuti (% su iscritti) | ↳ Astenuti (% su iscritti)                | ↳ Astenuti (% su iscritti) | 31 074                  | 39,30                   |
|                            |                                           |                            |                         |                         |
|                            | Esito: collegio confermato a Conservatore |                            |                         |                         |

## Risultati dei referendum
|             | Collegio    | Lasciare UE % | Rimanere in UE % |
| ----------- | ----------- | ------------- | ---------------- |
|             | Basingstoke | 53,6%         | 46,4%            |
| Inghilterra | 53,3%       | 46,7%         |                  |
| Regno Unito | 51,9%       | 48,1%         |                  |